# Streets of Gold (album)
Pour les articles homonymes, voir Streets of Gold.
Albums de 3OH!3
Want
(2008) Omens
(2013)
Singles
1. My First Kiss
Sortie : 4 mai 2010
2. Double Vision
Sortie : 31 août 2010
3. Touchin' on My
Sortie : 20 janvier 2011

Streets of Gold est le troisième album studio du duo américain 3OH!3, sorti le 29 juin 2010 aux États-Unis et le 19 juillet 2010 au Royaume-Uni. Il est produit par Nathaniel Motte, Sean Foreman, Matt Squire, Benny Blanco, Dr. Luke ainsi que par Greg Kurstin et a été publié chez Photo Finish Records et Atlantic. Précédant sa parution, le premier single, My First Kiss est sorti le 4 mai 2010. Il s'est classé aux septièmes et neuvièmes places des hit-parades de 4 pays différents dès son lancement. Son second single, intitulé Double Vision, a été publié sur iTunes le 31 août 2010. Un troisième morceau et dernier single, Touchin' on My, est sorti le 20 janvier 2011.
Streets of Gold est un opus qui mêle pop électronique, crunkcore et dance-rock. Il se base sur la musique des précédents disques du groupe tout en étant plus éclectique. En effet, on y trouve des éléments de synthpop, de techno, de rap et de pop rock. L'album reçoit en majorité de bonnes critiques de la part des critiques musicaux qui apprécient la variété des genres musicaux choisis.
L'album a fait son entrée à la septième place du hit-parade américain Billboard 200, en ayant vendu plus de 41 000 exemplaires lors de sa première semaine d'exploitation sur le continent nord-américain.

## Développement
3OH!3 a dévoilé un vidéo-clip pour le morceau House Party le 8 avril 2010, en tant qu’« amuse-bouche » pour l'album. Le groupe a choisi Andrew W.K. pour effectuer un remix plus rock du titre, qui a été publié le 16 avril 2010. Le duo a justement rencontré ce DJ lors d'une fête dans une maison thème de la chanson, à Memphis dans le Tennessee. Le premier single, My First Kiss, a été lancé sur le site-web du groupe le 3 mai 2010 à 15h03  et sur toutes les plateformes de téléchargement légal le 4 mai à minuit. Le 18 mai 2010, Touchin' on My a été publié exclusivement sur l'iTunes Store en tant que premier single promotionnel. Le 8 juin, les membres du site-web de 3OH!3 ont pu écouter la chanson I Can Do Anything, de façon exceptionnelle. Les membres du duo avaient prévu, dans la continuation de la promotion de Streets of Gold, de dévoiler une nouvelle chanson tous les mardis jusqu'à la sortie de l'album. À la suite de cette annonce, un deuxième single promotionnel, Déjà Vu, est sorti le 1er juin et un troisième, Double Vision, le 15 juin. I Know How to Say a été utilisé dans la bande-annonce anglophone pour le film d'animation Milo sur Mars, sorti en 2011. Un extrait de la version instrumentale du titre pouvait alors être entendu sur le site officiel du film.

## Listes des pistes
| 1.    | Beaumont                        | Benny Blanco, Dr. Luke      | 1:08 |
| 2.    | I Can Do Anything               | Blanco, Luke                | 3:10 |
| 3.    | My First Kiss (featuring Ke$ha) | Blanco, Luke                | 3:12 |
| 4.    | Déjà Vu                         | Greg Kurstin, Blanco, Luke  | 3:04 |
| 5.    | We Are Young                    | Blanco, Luke                | 3:20 |
| 6.    | Touchin' on My                  | Blanco, Luke                | 3:02 |
| 7.    | House Party                     | Blanco, Luke                | 3:06 |
| 8.    | R.I.P.                          | Blanco, Luke                | 3:44 |
| 9.    | I Know How to Say               | Kurstin, Blanco, Luke       | 3:14 |
| 10.   | Double Vision                   | 3OH!3, Blanco, Luke, Squire | 3:10 |
| 11.   | I'm Not the One                 | Kurstin, Blanco, Luke       | 4:10 |
| 12.   | Streets of Gold                 | Gottwald                    | 3:12 |
| 13.   | See You Go                      | Blanco, Luke                | 2:48 |
| 14.   | Love 2012                       | Blanco, Luke                | 3:56 |
| 44:16 |                                 |                             |      |

| 15. | Don't Trust Me                    | 3:14 |
| 16. | Starstrukk (featuring Katy Perry) | 3:23 |

## Crédits
Les crédits de Streets of Gold ont été adaptés depuis le site-web d’AllMusic.

### Musiciens
| 3OH!3 - Nathaniel Motte – voix, composition, batterie, clavier, programmation - Sean Foreman – voix, composition | Artistes invités - Ke$ha – voix sur la piste 3 - Katy Perry – voix sur la piste 16 |

### Production
| - Benny Blanco – composition, batterie, claviers, programmation, voix, chœurs, production, ingénierie, musicien - Joseph Cultice – photographie - Megan Dennis – coordination de production - Dr. Luke – programmation, voix, production, musicien - Chris Gehringer – matériel - Serban Ghenea – mixage - Larry Goetz – assistance - Aniela Gottwald – assistance - Lukasz Gottwald – composition - Tatiana Gottwald – assistance - John Hanes – mixage - Sam Holland – ingénierie | - Jimmy James – assistance de production - Andrew Kimmell – artwork - Greg Kurstin – guitares, composition, claviers, programmation, production, ingénierie, mixage - Jeremy « J Boogs » Levin – assistance - Nicholas Motte – pochette - Michelle Piza – packaging manager - Irene Richter – coordination de production - Tim Roberts – assistance au mixage - Vanessa Silberman – coordination de production - Matt Squire – guitare, composition, batterie, claviers, programmation, production, ingénierie, mixage, édition vocale - Steve Tippeconic – tambourine, assistance - Emily Wright – ingénierie, édition vocale |

## Classements

### Positions dans les hit-parades
| Classement (2010)                              | Meilleure position |
| ---------------------------------------------- | ------------------ |
| Australie (Australian Albums Chart)            | 75                 |
| Canada (Canadian Albums Chart)                 | 10                 |
| Irlande (Irish Albums Chart)                   | 79                 |
| Royaume-Uni (UK Albums Chart)                  | 19                 |
| États-Unis (Billboard 200)                     | 7                  |
| États-Unis (Billboard Dance/Electronic Albums) | 1                  |